# Lángh Júlia
Lángh Júlia (Budapest, 1942. november 6. –) magyar író, műfordító, újságíró.

## Életpályája
Volt tanár, fordító, reklámszövegíró, szociális gondozó, újságíró. 1977 és 1984 között Párizsban élt gyermekeivel, ahol alkalmi munkák mellett a Szabad Európa Rádió tudósítójaként tevékenykedett, amit 1984-től 93-ig Münchenben folytatott, immár szerkesztői pozícióban. 1994-ben egy évet Afrikában töltött óvónőként, majd 2001-ben ismét Afrikában csádi fiataloknak tanított rádiós újságírást. 1995 óta Budapesten él. Első két könyvét afrikai élményei ihlették. Ezt a két kötetet az 1945 és 1960 között lezajló Magyarországi eseményeket bemutató Egy budai úrilány című memoárja követte, amelyben gyermekkori emlékeit idézte fel. A 2009-ben megjelent Párizs fű alatt című könyvében párizsi élményeihez nyúl vissza. Publikációi számos neves folyóiratban jelentek meg, mint az Élet és Irodalom,Népszabadság, Praktika, Fordulópont, Új Szimpozion, Nappali Ház, Médiamix, Café Bábel, Magyar Lettre, Mozgó Világ, és az Irodalmi Centrifuga.

## Művei
- Közel Afrikához, Magvető Kiadó, 1996.
- Vissza Afrikába, Magvető Kiadó, 2001.
- Egy budai úrilány, Magvető Kiadó, 2002.
- Párizs fű alatt, Magvető Kiadó, 2009
- Ein Mädchen zwischen zwei Welten (Egy budai úrilány), németre ford. Zádor Éva, Nischen, Wien, 2013
- Macskák és férfiak. Hármaskönyv, Magvető, Bp., 2014

## Fordításai
- Gaston Leroux: A véres bábú, Európa, 1973. [Konrád Júlia néven]
- Victor Mora: Barceloniai platánok, Kozmosz Könyvek, 1977. [Konrád Júlia néven]
- Felix Timmermans: Pieter Bruegel szenvedélyes élete, Corvina, 1978. [Konrád Júlia néven]
- Philippe Breton: A manipulált beszéd, Helikon, 2000.
- Ahmadou Kourouma: A függetlenség fényes napjai, Kávé Kiadó, 2001.
- Jean Hatzfeld: A bozótvágó kések évszaka, Ulpius ház, 2006.
- Fejtő Ferenc: Mégiscsak a szociáldemokrácia, Kossuth Kiadó, 2006.

## Díjai, kitüntetései
- Füst Milán-díj (2013)